# Pablo Abdala (Fußballspieler)
Pablo Andrés Abdala Kovasevic (* 6. Mai 1972 in Rosario) ist ein ehemaliger argentinisch-palästinensischer Fußballspieler. Der Mittelfeldspieler absolvierte 19 Länderspiele für Palästina.

## Karriere

### Verein
Pablo Abdala begann seine Karriere 1993 in seiner Heimatstadt bei Rosario Central. Danach spielte er für Klubs in Chile, Kolumbien und Ecuador. Eine sehr erfolgreiche Zeit hatte Abdala beim CD Cobreloa von 1998 bis 2003, bei dem er 2001 und 2002 als Kapitän auflief und den Beinamen El Rockero del Desierto (Der Wüstenrocker) bekam. 2007 beendete der in Argentinien geborene Mittelfeldspieler bei Argentino de Rosario seine Karriere. Nach seinem Karriereende war er als Jugendtrainer in Rosario aktiv.

### Nationalmannschaft
Pablo Abdala debütierte für Palästina im Dezember 2002 beim Arabischen Nationalpokal gegen Jordanien. Der Mittelfeldspieler spielte in den Qualifikationsspielen zur Asienmeisterschaft 2004, zur Weltmeisterschaft 2006 und zur Asienmeisterschaft 2007. Für keines dieser Turniere konnte sich Palästina qualifizieren. Das letzte Länderspiel absolvierte Abdala im April 2006 beim Freundschaftsspiel gegen Kirgisistan.